# Aurora (Ohio)
Aurora è una città degli Stati Uniti d'America, situata nello Stato dell'Ohio, nella contea di Portage.